# 努瓦亚勒-米济亚克
努瓦亚勒-米济亚克（法語：Noyal-Muzillac，法語發音：[nwajal myzijak]）是法国莫尔比昂省的一个市镇，位于该省东南部，属于瓦讷区。

## 地理
努瓦亚勒-米济亚克（47°35'30"N, 2°27'25"W）面积48.89 平方千米，位于法国布列塔尼大區莫尔比昂省，该省份为法国西北部沿海省份，位于布列塔尼半岛南部，北起阿摩尔滨海省、西接菲尼斯泰尔省，南濒大西洋，东南接大西洋卢瓦尔省，东临伊勒-维莱讷省。
与努瓦亚勒-米济亚克接壤的市镇（或旧市镇、城区）包括：凯斯唐贝尔、利梅泽勒、勒盖尔诺、马尔藏、米济亚克、昂邦、洛扎克、贝里克。

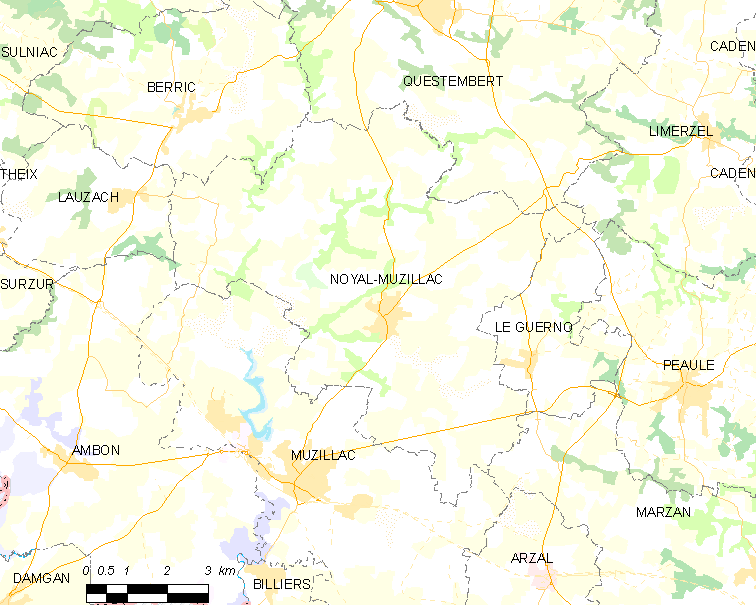
努瓦亚勒-米济亚克的OSM定位图

努瓦亚勒-米济亚克的时区为UTC+01:00、UTC+02:00（夏令时）。

## 行政
努瓦亚勒-米济亚克的邮政编码为56190，INSEE市镇编码为56149。

## 政治
努瓦亚勒-米济亚克所属的省级选区为米济亚克县。

## 人口

1962-2008年间努瓦亚勒-米济亚克人口变化图示

努瓦亚勒-米济亚克于2022年1月1日时的人口数量为2548人。